# サン＝プラシッド駅
サン＝プラシッド駅（ーえき、Saint-Placide）は、フランス・パリ6区にあるパリメトロ4号線の駅。1910年開業。

## 立地
レンヌ通りとヴォージラール通りの交差点の地下に位置する。サン＝シュルピス駅とモンパルナス＝ビヤンヴニュ駅のちょうど中間地点付近にあり、近くには12号線のレンヌ駅もある。

## 駅付近
- レンヌ通り（フランス語版）
- パリ・カトリック大学

## 隣の駅
パリメトロ
■4号線
サン＝シュルピス駅 （Saint-Sulpice) - サン＝プラシッド駅 - モンパルナス＝ビヤンヴニュ駅 （Montparnasse - Bienvenüe)